# Протесты в Каталонии (2012)

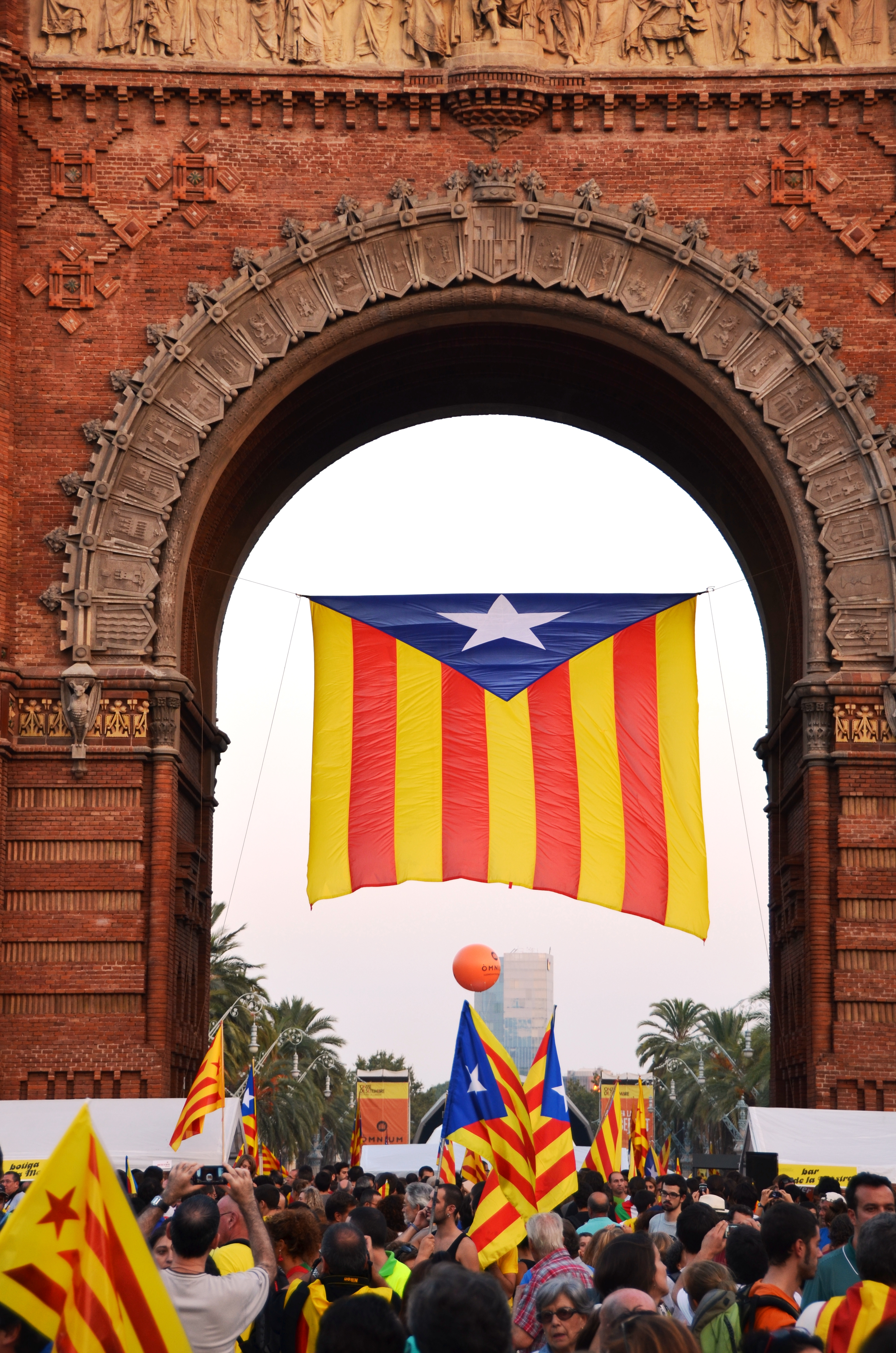

Демонстрация протеста с требованием независимости Каталонии от Испании прошла в Барселоне 11 сентября 2012 года, в ходе празднования Национального дня Каталонии.
Протестующие требовали отделения Каталонии от Испании под лозунгом «Каталония — новое государство Европы».
Демонстрация была организована Национальной ассамблеей Каталонии и завершала серию подобных акций, объединённых под названием «Марш к Независимости», которая началась 30 июня 2012 в Лериде.
По данным полиции Барселоны, в акции приняли участие около 1,5 миллионов человек, организаторы называют цифру 2 миллиона, а представители испанского правительства — 600 тысяч. Центр города был переполнен протестующими, были опасения что такое скопление людей может привести к перебоям в работе сетей мобильной связи.